# Clavipalpa ferruginea
Clavipalpa ferruginea är en fjärilsart som beskrevs av George Francis Hampson 1918. Clavipalpa ferruginea ingår i släktet Clavipalpa och familjen nattflyn. Inga underarter finns listade i Catalogue of Life.